# Alexander Neidlein

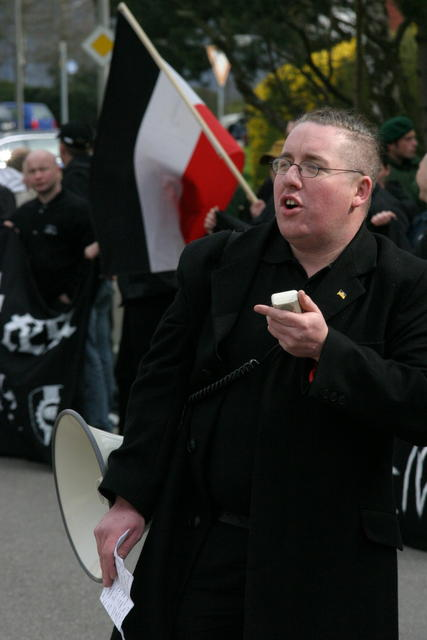
Alexander Neidlein (2007)

Alexander Neidlein (* 23. Februar 1975 in Crailsheim) ist ein rechtsextremistischer Politiker (Die Heimat). Er war NPD-Landesvorsitzender in Baden-Württemberg von 2013 bis 2016 und ehemaliger stellvertretender Bundesvorsitzender der NPD-Jugendorganisation Junge Nationaldemokraten. Seit März 2017 ist er Generalsekretär der Bundespartei.

## Söldner und Bankräuber
Der aus Crailsheim stammende Alexander Neidlein bot sich 1993 im Bosnienkrieg der Armee der Kroaten in Bosnien-Herzegowina, dem Kroatischen Verteidigungsrat (HVO), als Söldner an. Nach drei bis vier Tagen beim Kažnjenička bojna, einer Spezialeinheit des HVO, desertierte er in der Nacht vom 15. auf den 16. Dezember 1993 zusammen mit Thomas Franz Kunst aus Itzehoe und Stephan Rays aus Hamburg von der Truppe. Sie entwendeten dabei Waffen und Munition und wurden steckbrieflich gesucht. Kunst und Rays gehörten dem Hamburger Rotlicht- und Unterweltmillieu an und waren als Türsteher auf der Reeperbahn tätig.
In Hamburg warb der in Südafrika und Namibia lebende Horst Klenz (alias Heinrich Siems oder Kluger, auch Wolfgang Weber) Neidlein, Kunst und Rays für seine rechtsextreme Söldnertruppe in Südafrika an. Klenz war 1989 an einen Bombenanschlag mit Todesfolge auf das Büro der Vereinten Nationen in Outjo beteiligt. Vermutlich wollten sie sich eigentlich der Afrikaner Weerstandsbeweging (AWB) von Eugène Terre’Blanche anschließen. Noch im Dezember 1993 überfielen Neidlein, Kunst und Rays zusammen ein Postamt in Lübeck, um sich die Reise nach Südafrika zu finanzieren. Sie erbeuteten dabei 8.500 Deutsche Mark (circa 4.350 Euro).
Am Flughafen von Johannesburg wurden sie von Monika Huggett, einem Mitglied des Ku-Klux-Klan, empfangen. Am 14. März 1994 lieferten sich drei Deutsche in Tierpoort bei Pretoria ein Feuergefecht mit der südafrikanischen Polizei, bei dem Kunst getötet und zwei Polizisten verletzt wurden. Rays wurde einige Stunden nach der Schießerei im Buschland verhaftet. Einige Tage später wurde auch Klenz zusammen mit Neidlein auf einer Farm in Boskop verhaftet. Neidlein wurde in Cullinan (Südafrika) wegen illegalen Waffenbesitzes zu drei Jahren Haft auf Bewährung verurteilt und nach Deutschland abgeschoben. Hier wurde Neidlein für den Raubüberfall auf das Postamt verhaftet und Ende 1994 in Lübeck zu einer Jugendstrafe von zweieinhalb Jahren verurteilt. Neidlein erschien als „politischer Gefangener“ auf der Gefangenenliste der Hilfsorganisation für nationale politische Gefangene und deren Angehörige (HNG).

## Politische Karriere
Nach seiner Haftentlassung startete Neidlein seine politische Karriere am äußersten rechten Rand bei den Jungen Nationaldemokraten (JN) und fungierte von 1998 bis 2000 als JN-Stützpunktleiter im baden-württembergischen Schwäbisch Hall. Seit 2002 war er – zunächst als Beisitzer – im Bundesvorstand der JN aktiv. Auf dem JN-Landeskongress Baden-Württemberg am 8. November 2003 wurde Neidlein, der zu dem Zeitpunkt schon in Sachsen wohnhaft war, zum Landesvorsitzenden gewählt. Auf dem JN-Bundeskongress  2004 wählte man ihn zusammen mit Florian Cordes zum stellvertretenden Bundesvorsitzenden; 2005 wurde er in dieser Funktion bestätigt.
Am 24. April 2005 wurde er auf dem 41. ordentlichen Landesparteitag der NPD zum Stellvertreter des Landesvorsitzenden Günter Deckert gewählt. Zur Bundestagswahl 2005 trat Neidlein als Direktkandidat der NPD im Wahlkreis Stuttgart II an, 2009 im Wahlkreis Ulm. Bei der Landtagswahl 2011 kandidierte er im Landtagswahlkreis Aalen und im Landtagswahlkreis Heidenheim. Bei der Bundestagswahl 2013 kandidierte er als Direktkandidat im Wahlkreis Göppingen. Seit März 2017 ist er Generalsekretär der NPD.

## Redner auf rechtsextremen Kundgebungen und sonstige Aktivitäten

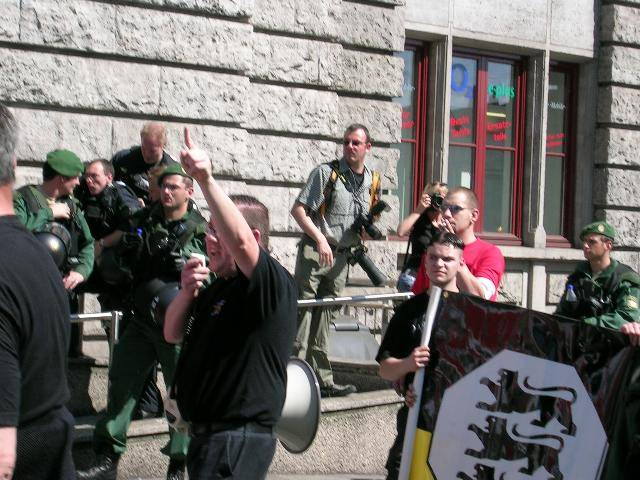
Alexander Neidlein (mit Megafon) bei einer Neonazi-Kundgebung am 1. Mai 2005 in Nürnberg

Neidlein tritt häufig als Redner auf rechtsextremen Kundgebungen auf. Bei einer von ihm geleiteten Demonstration gegen die Wehrmachtsausstellung am 21. Juni 2003 in Schwäbisch Hall bedauerte er die gefangenen Soldaten des 1. Panzer-Regiments der 1. SS-Panzer-Division Leibstandarte SS Adolf Hitler („Kampfgruppe Peiper“). Sie und andere angeklagte Kriegsverbrecher der Dachauer Prozessen seien angeblich „unmenschlich behandelt“ und gefoltert worden, um so Geständnisse zu erzwingen. Diese Soldaten hatten in der Zeit von Mitte Dezember 1944 bis Mitte Januar 1945 etwa 71 amerikanische Kriegsgefangene und etwa 100 belgische Zivilisten ermordet. Nach dem Verbot des Rudolf-Heß-Gedenkmarsches in Wunsiedel am 20. August 2005 war Neidlein auf der zentralen NPD-Ersatzveranstaltung unter dem Motto „Arbeit für Deutsche“ auf dem Nelson-Mandela-Platz in Nürnberg als Redner aktiv.
Neidlein betätigt sich auch als Anti-Antifa-Aktivist.
Der gelernte Verlagskaufmann ist seit 2000 beim NPD-Verlag Deutsche Stimme in Riesa (Sachsen) beschäftigt.